# Elatostema sikkimense
Elatostema sikkimense är en nässelväxtart som beskrevs av Charles Baron Clarke. Elatostema sikkimense ingår i släktet Elatostema och familjen nässelväxter. Inga underarter finns listade i Catalogue of Life.